# جیمز میچل (هنرپیشه)
جیمز میچل (انگلیسی: James Mitchell؛ ۲۹ فوریهٔ ۱۹۲۰ – ۲۲ ژانویهٔ ۲۰۱۰) یک هنرپیشه اهل ایالات متحده آمریکا بود.
از فیلم‌های او می‌توان به شبح اپرا، اکلاهما! اشاره نمود.